# Idi

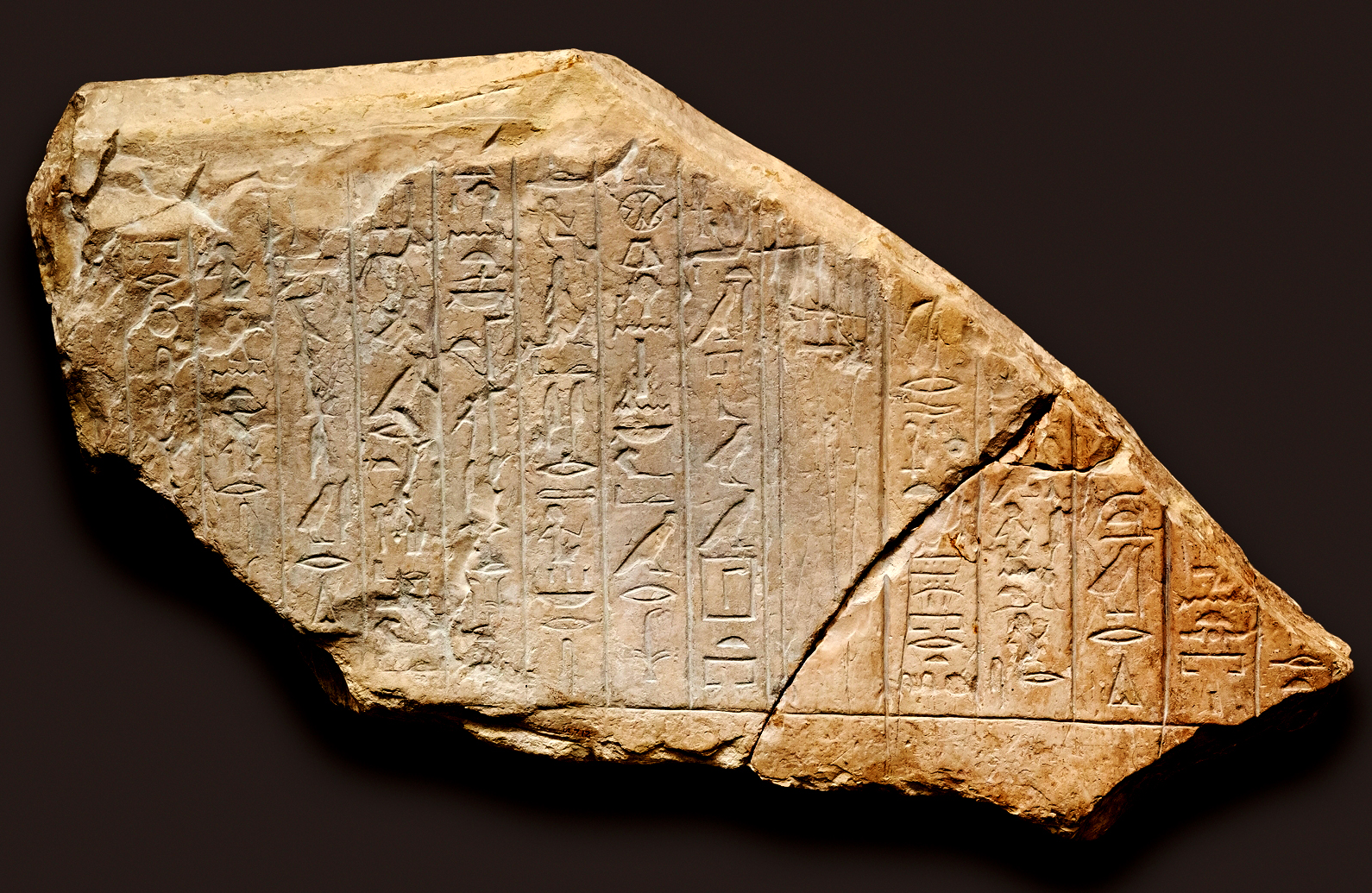
A P és Q jelű töredékek a koptoszi dekrétumból. Metropolitan Művészeti Múzeum, New York (Acc. No. 14.7.12)

Idi ókori egyiptomi vezír volt a VIII. dinasztia idején, az első átmeneti kor elején. Apja Semai vezír volt, akit szintén számos koptoszi emlékműről és dekrétumból ismerünk, anyja Nebet, Noferkauhór fáraó lánya. Idi neve számos dokumentumon fennmaradt a koptoszi dekrétumok között. Ezeken vezírként, Felső-Egyiptom elöljárójaként, a papok elöljárójaként és nemesemberként említik. A dekrétumok Noferkauhór és Noferirkaré uralkodása alatt keletkeztek. Az egyik dekrétum (a ma M jelöléssel ellátott dokumentum) Noferkauhór uralkodása alatt készült, címzettje Semai, témája az, hogy Idit kinevezik Felső-Egyiptom elöljárójává. A Q jelű dekrétum Min koptoszi templomának ügyeit tárgyalja, a Noferirkaré idején íródott R jelűben pedig, melyben Idi már vezíri rangot visel, a király Idi szobrainak és halotti kultuszának védelméről rendelkezik. Úgy tűnik, Idi apja számos pozícióját megörökölte.
Idi apja sírjának feliratairól is ismert. Egy felirat megörökíti, hogy Idi romos állapotban találta apja kápolnáját és újraépíttette. Egy második felirat arról számol be, hogy Pepi Noferirkaré király (a név részben károsodott) elküldte egy emberét, hogy hozzon neki szarkofágot és köveket apja sírjához. Idi neve itt nem maradt fenn, de rekonstruálható. Az egyik fal a szarkofág ideszállítását is ábrázolja; itt megemlítik Uszer hivatalnokot is, akit a király legidősebb fiaként említenek.
Brüsszelben található egy szobor (Musées Royaux d’Art et d’Histoire, katalógusszám E.4355), amely talán Idit ábrázolja; ezen az „örökös herceg” és „isteni atya, az isten kedveltje” címeket viseli. A Vádi Hammamátban fennmaradt egy bizonyos Idi sziklafelirata, aki talán ezzel az Idivel azonos; itt címei: királyi pecsétőr, egyetlen barát, a papok vezetője, az isten kincsei titkának ismerője. A felirat Felső-Egyiptom elöljárójaként említ egy bizonyos Tjauti-ikert, és beszámol kövek hozataláról is.

## Fordítás
- Ez a szócikk részben vagy egészben  az   Idy (vizier) című angol Wikipédia-szócikk ezen változatának fordításán alapul.  Az eredeti cikk szerkesztőit annak laptörténete sorolja fel. Ez a jelzés csupán a megfogalmazás eredetét és a szerzői jogokat jelzi, nem szolgál a cikkben szereplő információk forrásmegjelöléseként.

## Külső hivatkozások
- A Q koptoszi dekrétum a Metropolitan Művészeti Múzeumban